# Wereldbeker biatlon
De wereldbeker biatlon is een regelmatigheidsklassement dat sinds het seizoen 1977/1978 voor mannen en sinds 1982/1983 voor vrouwen wordt georganiseerd door de internationale biatlonfederatie IBU voorheen door de UIPMB.

## Disciplines
De algemene wereldbeker omvat de totaalscore van alle individuele disciplines waarvoor sinds 1989 ook een apart klassement wordt opgemaakt. Daarnaast bestaat er een algemeen klassement voor de estafettes bij mannen en vrouwen en een landenklassement.
|         | Sprint | Achtervolging | Massastart | Individueel | Estafette |
| ------- | ------ | ------------- | ---------- | ----------- | --------- |
| Mannen  | 10 km  | 12,5 km       | 15 km      | 20 km       | 4x 7,5 km |
| Vrouwen | 7,5 km | 10 km         | 12,5 km    | 15 km       | 4x 6 km   |

- Voor de nieuwste biatlonnummers, de gemengde estafettes, bestaat sinds 2010/2011 een apart wereldbekerklassement.
- De resultaten van de wereldkampioenschappen worden ook tot de wereldbekerstand gerekend. De resultaten van de Olympische Spelen werden tot en met de Olympische Spelen van 2010 ook meegeteld. Vanaf de Olympische Spelen van 2014 tellen deze resultaten echter niet meer mee.

## Puntentelling

### Huidige puntensysteem
| Puntenverdeling sinds 2022/2023 voor individueel, sprint en achtervolging en estafettes | Puntenverdeling sinds 2022/2023 voor individueel, sprint en achtervolging en estafettes | Puntenverdeling sinds 2022/2023 voor individueel, sprint en achtervolging en estafettes | Puntenverdeling sinds 2022/2023 voor individueel, sprint en achtervolging en estafettes | Puntenverdeling sinds 2022/2023 voor individueel, sprint en achtervolging en estafettes | Puntenverdeling sinds 2022/2023 voor individueel, sprint en achtervolging en estafettes | Puntenverdeling sinds 2022/2023 voor individueel, sprint en achtervolging en estafettes | Puntenverdeling sinds 2022/2023 voor individueel, sprint en achtervolging en estafettes | Puntenverdeling sinds 2022/2023 voor individueel, sprint en achtervolging en estafettes | Puntenverdeling sinds 2022/2023 voor individueel, sprint en achtervolging en estafettes | Puntenverdeling sinds 2022/2023 voor individueel, sprint en achtervolging en estafettes | Puntenverdeling sinds 2022/2023 voor individueel, sprint en achtervolging en estafettes | Puntenverdeling sinds 2022/2023 voor individueel, sprint en achtervolging en estafettes | Puntenverdeling sinds 2022/2023 voor individueel, sprint en achtervolging en estafettes | Puntenverdeling sinds 2022/2023 voor individueel, sprint en achtervolging en estafettes | Puntenverdeling sinds 2022/2023 voor individueel, sprint en achtervolging en estafettes | Puntenverdeling sinds 2022/2023 voor individueel, sprint en achtervolging en estafettes | Puntenverdeling sinds 2022/2023 voor individueel, sprint en achtervolging en estafettes | Puntenverdeling sinds 2022/2023 voor individueel, sprint en achtervolging en estafettes | Puntenverdeling sinds 2022/2023 voor individueel, sprint en achtervolging en estafettes | Puntenverdeling sinds 2022/2023 voor individueel, sprint en achtervolging en estafettes | Puntenverdeling sinds 2022/2023 voor individueel, sprint en achtervolging en estafettes | Puntenverdeling sinds 2022/2023 voor individueel, sprint en achtervolging en estafettes | Puntenverdeling sinds 2022/2023 voor individueel, sprint en achtervolging en estafettes | Puntenverdeling sinds 2022/2023 voor individueel, sprint en achtervolging en estafettes | Puntenverdeling sinds 2022/2023 voor individueel, sprint en achtervolging en estafettes | Puntenverdeling sinds 2022/2023 voor individueel, sprint en achtervolging en estafettes | Puntenverdeling sinds 2022/2023 voor individueel, sprint en achtervolging en estafettes | Puntenverdeling sinds 2022/2023 voor individueel, sprint en achtervolging en estafettes | Puntenverdeling sinds 2022/2023 voor individueel, sprint en achtervolging en estafettes | Puntenverdeling sinds 2022/2023 voor individueel, sprint en achtervolging en estafettes | Puntenverdeling sinds 2022/2023 voor individueel, sprint en achtervolging en estafettes | Puntenverdeling sinds 2022/2023 voor individueel, sprint en achtervolging en estafettes | Puntenverdeling sinds 2022/2023 voor individueel, sprint en achtervolging en estafettes | Puntenverdeling sinds 2022/2023 voor individueel, sprint en achtervolging en estafettes | Puntenverdeling sinds 2022/2023 voor individueel, sprint en achtervolging en estafettes | Puntenverdeling sinds 2022/2023 voor individueel, sprint en achtervolging en estafettes | Puntenverdeling sinds 2022/2023 voor individueel, sprint en achtervolging en estafettes | Puntenverdeling sinds 2022/2023 voor individueel, sprint en achtervolging en estafettes | Puntenverdeling sinds 2022/2023 voor individueel, sprint en achtervolging en estafettes | Puntenverdeling sinds 2022/2023 voor individueel, sprint en achtervolging en estafettes |
| --------------------------------------------------------------------------------------- | --------------------------------------------------------------------------------------- | --------------------------------------------------------------------------------------- | --------------------------------------------------------------------------------------- | --------------------------------------------------------------------------------------- | --------------------------------------------------------------------------------------- | --------------------------------------------------------------------------------------- | --------------------------------------------------------------------------------------- | --------------------------------------------------------------------------------------- | --------------------------------------------------------------------------------------- | --------------------------------------------------------------------------------------- | --------------------------------------------------------------------------------------- | --------------------------------------------------------------------------------------- | --------------------------------------------------------------------------------------- | --------------------------------------------------------------------------------------- | --------------------------------------------------------------------------------------- | --------------------------------------------------------------------------------------- | --------------------------------------------------------------------------------------- | --------------------------------------------------------------------------------------- | --------------------------------------------------------------------------------------- | --------------------------------------------------------------------------------------- | --------------------------------------------------------------------------------------- | --------------------------------------------------------------------------------------- | --------------------------------------------------------------------------------------- | --------------------------------------------------------------------------------------- | --------------------------------------------------------------------------------------- | --------------------------------------------------------------------------------------- | --------------------------------------------------------------------------------------- | --------------------------------------------------------------------------------------- | --------------------------------------------------------------------------------------- | --------------------------------------------------------------------------------------- | --------------------------------------------------------------------------------------- | --------------------------------------------------------------------------------------- | --------------------------------------------------------------------------------------- | --------------------------------------------------------------------------------------- | --------------------------------------------------------------------------------------- | --------------------------------------------------------------------------------------- | --------------------------------------------------------------------------------------- | --------------------------------------------------------------------------------------- | --------------------------------------------------------------------------------------- | --------------------------------------------------------------------------------------- |
| Plaats                                                                                  | 1                                                                                       | 2                                                                                       | 3                                                                                       | 4                                                                                       | 5                                                                                       | 6                                                                                       | 7                                                                                       | 8                                                                                       | 9                                                                                       | 10                                                                                      | 11                                                                                      | 12                                                                                      | 13                                                                                      | 14                                                                                      | 15                                                                                      | 16                                                                                      | 17                                                                                      | 18                                                                                      | 19                                                                                      | 20                                                                                      | 21                                                                                      | 22                                                                                      | 23                                                                                      | 24                                                                                      | 25                                                                                      | 26                                                                                      | 27                                                                                      | 28                                                                                      | 29                                                                                      | 30                                                                                      | 31                                                                                      | 32                                                                                      | 33                                                                                      | 34                                                                                      | 35                                                                                      | 36                                                                                      | 37                                                                                      | 38                                                                                      | 39                                                                                      | 40                                                                                      |
| Punten                                                                                  | 90                                                                                      | 75                                                                                      | 60                                                                                      | 50                                                                                      | 45                                                                                      | 40                                                                                      | 36                                                                                      | 34                                                                                      | 32                                                                                      | 31                                                                                      | 30                                                                                      | 29                                                                                      | 28                                                                                      | 27                                                                                      | 26                                                                                      | 25                                                                                      | 24                                                                                      | 23                                                                                      | 22                                                                                      | 21                                                                                      | 20                                                                                      | 19                                                                                      | 18                                                                                      | 17                                                                                      | 16                                                                                      | 15                                                                                      | 14                                                                                      | 13                                                                                      | 12                                                                                      | 11                                                                                      | 10                                                                                      | 9                                                                                       | 8                                                                                       | 7                                                                                       | 6                                                                                       | 5                                                                                       | 4                                                                                       | 3                                                                                       | 2                                                                                       | 1                                                                                       |

| Puntenverdeling sinds 2022/2023 voor de massastart | Puntenverdeling sinds 2022/2023 voor de massastart | Puntenverdeling sinds 2022/2023 voor de massastart | Puntenverdeling sinds 2022/2023 voor de massastart | Puntenverdeling sinds 2022/2023 voor de massastart | Puntenverdeling sinds 2022/2023 voor de massastart | Puntenverdeling sinds 2022/2023 voor de massastart | Puntenverdeling sinds 2022/2023 voor de massastart | Puntenverdeling sinds 2022/2023 voor de massastart | Puntenverdeling sinds 2022/2023 voor de massastart | Puntenverdeling sinds 2022/2023 voor de massastart | Puntenverdeling sinds 2022/2023 voor de massastart | Puntenverdeling sinds 2022/2023 voor de massastart | Puntenverdeling sinds 2022/2023 voor de massastart | Puntenverdeling sinds 2022/2023 voor de massastart | Puntenverdeling sinds 2022/2023 voor de massastart | Puntenverdeling sinds 2022/2023 voor de massastart | Puntenverdeling sinds 2022/2023 voor de massastart | Puntenverdeling sinds 2022/2023 voor de massastart | Puntenverdeling sinds 2022/2023 voor de massastart | Puntenverdeling sinds 2022/2023 voor de massastart | Puntenverdeling sinds 2022/2023 voor de massastart | Puntenverdeling sinds 2022/2023 voor de massastart | Puntenverdeling sinds 2022/2023 voor de massastart | Puntenverdeling sinds 2022/2023 voor de massastart | Puntenverdeling sinds 2022/2023 voor de massastart | Puntenverdeling sinds 2022/2023 voor de massastart | Puntenverdeling sinds 2022/2023 voor de massastart | Puntenverdeling sinds 2022/2023 voor de massastart | Puntenverdeling sinds 2022/2023 voor de massastart | Puntenverdeling sinds 2022/2023 voor de massastart |
| -------------------------------------------------- | -------------------------------------------------- | -------------------------------------------------- | -------------------------------------------------- | -------------------------------------------------- | -------------------------------------------------- | -------------------------------------------------- | -------------------------------------------------- | -------------------------------------------------- | -------------------------------------------------- | -------------------------------------------------- | -------------------------------------------------- | -------------------------------------------------- | -------------------------------------------------- | -------------------------------------------------- | -------------------------------------------------- | -------------------------------------------------- | -------------------------------------------------- | -------------------------------------------------- | -------------------------------------------------- | -------------------------------------------------- | -------------------------------------------------- | -------------------------------------------------- | -------------------------------------------------- | -------------------------------------------------- | -------------------------------------------------- | -------------------------------------------------- | -------------------------------------------------- | -------------------------------------------------- | -------------------------------------------------- | -------------------------------------------------- |
| Plaats                                             | 1                                                  | 2                                                  | 3                                                  | 4                                                  | 5                                                  | 6                                                  | 7                                                  | 8                                                  | 9                                                  | 10                                                 | 11                                                 | 12                                                 | 13                                                 | 14                                                 | 15                                                 | 16                                                 | 17                                                 | 18                                                 | 19                                                 | 20                                                 | 21                                                 | 22                                                 | 23                                                 | 24                                                 | 25                                                 | 26                                                 | 27                                                 | 28                                                 | 29                                                 | 30                                                 |
| Punten                                             | 90                                                 | 75                                                 | 60                                                 | 50                                                 | 45                                                 | 40                                                 | 36                                                 | 34                                                 | 32                                                 | 31                                                 | 30                                                 | 29                                                 | 28                                                 | 27                                                 | 26                                                 | 25                                                 | 24                                                 | 23                                                 | 22                                                 | 21                                                 | 20                                                 | 18                                                 | 16                                                 | 14                                                 | 12                                                 | 10                                                 | 8                                                  | 6                                                  | 4                                                  | 2                                                  |

### Voorgaande puntensystemen
Sinds het seizoen 2000/2001 werd er door de IBU gesleuteld aan het puntensysteem. Nu zijn er punten te verdienen voor de eerste veertig atleten gaande van 60 punten voor de winnaar tot 1 punt voor de veertigste finisher. Bijzonder in het biatlon is ook het schrappen van de drie slechtste wedstrijdresultaten van het seizoen voor het algemeen klassement.
| Puntenverdeling tot 2001/2002 | Puntenverdeling tot 2001/2002 | Puntenverdeling tot 2001/2002 | Puntenverdeling tot 2001/2002 | Puntenverdeling tot 2001/2002 | Puntenverdeling tot 2001/2002 | Puntenverdeling tot 2001/2002 | Puntenverdeling tot 2001/2002 | Puntenverdeling tot 2001/2002 | Puntenverdeling tot 2001/2002 | Puntenverdeling tot 2001/2002 | Puntenverdeling tot 2001/2002 | Puntenverdeling tot 2001/2002 | Puntenverdeling tot 2001/2002 | Puntenverdeling tot 2001/2002 | Puntenverdeling tot 2001/2002 | Puntenverdeling tot 2001/2002 | Puntenverdeling tot 2001/2002 | Puntenverdeling tot 2001/2002 | Puntenverdeling tot 2001/2002 | Puntenverdeling tot 2001/2002 | Puntenverdeling tot 2001/2002 | Puntenverdeling tot 2001/2002 | Puntenverdeling tot 2001/2002 | Puntenverdeling tot 2001/2002 | Puntenverdeling tot 2001/2002 |
| ----------------------------- | ----------------------------- | ----------------------------- | ----------------------------- | ----------------------------- | ----------------------------- | ----------------------------- | ----------------------------- | ----------------------------- | ----------------------------- | ----------------------------- | ----------------------------- | ----------------------------- | ----------------------------- | ----------------------------- | ----------------------------- | ----------------------------- | ----------------------------- | ----------------------------- | ----------------------------- | ----------------------------- | ----------------------------- | ----------------------------- | ----------------------------- | ----------------------------- | ----------------------------- |
| Plaats                        | 1                             | 2                             | 3                             | 4                             | 5                             | 6                             | 7                             | 8                             | 9                             | 10                            | 11                            | 12                            | 13                            | 14                            | 15                            | 16                            | 17                            | 18                            | 19                            | 20                            | 21                            | 22                            | 23                            | 24                            | 25                            |
| Punten                        | 30                            | 26                            | 24                            | 22                            | 21                            | 20                            | 19                            | 18                            | 17                            | 16                            | 15                            | 14                            | 13                            | 12                            | 11                            | 10                            | 9                             | 8                             | 7                             | 6                             | 5                             | 4                             | 3                             | 2                             | 1                             |

| Puntenverdeling van 2001/2002 - 2007/2008 | Puntenverdeling van 2001/2002 - 2007/2008 | Puntenverdeling van 2001/2002 - 2007/2008 | Puntenverdeling van 2001/2002 - 2007/2008 | Puntenverdeling van 2001/2002 - 2007/2008 | Puntenverdeling van 2001/2002 - 2007/2008 | Puntenverdeling van 2001/2002 - 2007/2008 | Puntenverdeling van 2001/2002 - 2007/2008 | Puntenverdeling van 2001/2002 - 2007/2008 | Puntenverdeling van 2001/2002 - 2007/2008 | Puntenverdeling van 2001/2002 - 2007/2008 | Puntenverdeling van 2001/2002 - 2007/2008 | Puntenverdeling van 2001/2002 - 2007/2008 | Puntenverdeling van 2001/2002 - 2007/2008 | Puntenverdeling van 2001/2002 - 2007/2008 | Puntenverdeling van 2001/2002 - 2007/2008 | Puntenverdeling van 2001/2002 - 2007/2008 | Puntenverdeling van 2001/2002 - 2007/2008 | Puntenverdeling van 2001/2002 - 2007/2008 | Puntenverdeling van 2001/2002 - 2007/2008 | Puntenverdeling van 2001/2002 - 2007/2008 | Puntenverdeling van 2001/2002 - 2007/2008 | Puntenverdeling van 2001/2002 - 2007/2008 | Puntenverdeling van 2001/2002 - 2007/2008 | Puntenverdeling van 2001/2002 - 2007/2008 | Puntenverdeling van 2001/2002 - 2007/2008 | Puntenverdeling van 2001/2002 - 2007/2008 | Puntenverdeling van 2001/2002 - 2007/2008 | Puntenverdeling van 2001/2002 - 2007/2008 | Puntenverdeling van 2001/2002 - 2007/2008 | Puntenverdeling van 2001/2002 - 2007/2008 |
| ----------------------------------------- | ----------------------------------------- | ----------------------------------------- | ----------------------------------------- | ----------------------------------------- | ----------------------------------------- | ----------------------------------------- | ----------------------------------------- | ----------------------------------------- | ----------------------------------------- | ----------------------------------------- | ----------------------------------------- | ----------------------------------------- | ----------------------------------------- | ----------------------------------------- | ----------------------------------------- | ----------------------------------------- | ----------------------------------------- | ----------------------------------------- | ----------------------------------------- | ----------------------------------------- | ----------------------------------------- | ----------------------------------------- | ----------------------------------------- | ----------------------------------------- | ----------------------------------------- | ----------------------------------------- | ----------------------------------------- | ----------------------------------------- | ----------------------------------------- | ----------------------------------------- |
| Plaats                                    | 1                                         | 2                                         | 3                                         | 4                                         | 5                                         | 6                                         | 7                                         | 8                                         | 9                                         | 10                                        | 11                                        | 12                                        | 13                                        | 14                                        | 15                                        | 16                                        | 17                                        | 18                                        | 19                                        | 20                                        | 21                                        | 22                                        | 23                                        | 24                                        | 25                                        | 26                                        | 27                                        | 28                                        | 29                                        | 30                                        |
| Punten                                    | 50                                        | 46                                        | 43                                        | 40                                        | 37                                        | 34                                        | 32                                        | 30                                        | 28                                        | 26                                        | 24                                        | 22                                        | 20                                        | 18                                        | 16                                        | 15                                        | 14                                        | 13                                        | 12                                        | 11                                        | 10                                        | 9                                         | 8                                         | 7                                         | 6                                         | 5                                         | 4                                         | 3                                         | 2                                         | 1                                         |

| Puntenverdeling van 2008/2009 - 2021/2022 | Puntenverdeling van 2008/2009 - 2021/2022 | Puntenverdeling van 2008/2009 - 2021/2022 | Puntenverdeling van 2008/2009 - 2021/2022 | Puntenverdeling van 2008/2009 - 2021/2022 | Puntenverdeling van 2008/2009 - 2021/2022 | Puntenverdeling van 2008/2009 - 2021/2022 | Puntenverdeling van 2008/2009 - 2021/2022 | Puntenverdeling van 2008/2009 - 2021/2022 | Puntenverdeling van 2008/2009 - 2021/2022 | Puntenverdeling van 2008/2009 - 2021/2022 | Puntenverdeling van 2008/2009 - 2021/2022 | Puntenverdeling van 2008/2009 - 2021/2022 | Puntenverdeling van 2008/2009 - 2021/2022 | Puntenverdeling van 2008/2009 - 2021/2022 | Puntenverdeling van 2008/2009 - 2021/2022 | Puntenverdeling van 2008/2009 - 2021/2022 | Puntenverdeling van 2008/2009 - 2021/2022 | Puntenverdeling van 2008/2009 - 2021/2022 | Puntenverdeling van 2008/2009 - 2021/2022 | Puntenverdeling van 2008/2009 - 2021/2022 | Puntenverdeling van 2008/2009 - 2021/2022 | Puntenverdeling van 2008/2009 - 2021/2022 | Puntenverdeling van 2008/2009 - 2021/2022 | Puntenverdeling van 2008/2009 - 2021/2022 | Puntenverdeling van 2008/2009 - 2021/2022 | Puntenverdeling van 2008/2009 - 2021/2022 | Puntenverdeling van 2008/2009 - 2021/2022 | Puntenverdeling van 2008/2009 - 2021/2022 | Puntenverdeling van 2008/2009 - 2021/2022 | Puntenverdeling van 2008/2009 - 2021/2022 | Puntenverdeling van 2008/2009 - 2021/2022 | Puntenverdeling van 2008/2009 - 2021/2022 | Puntenverdeling van 2008/2009 - 2021/2022 | Puntenverdeling van 2008/2009 - 2021/2022 | Puntenverdeling van 2008/2009 - 2021/2022 | Puntenverdeling van 2008/2009 - 2021/2022 | Puntenverdeling van 2008/2009 - 2021/2022 | Puntenverdeling van 2008/2009 - 2021/2022 | Puntenverdeling van 2008/2009 - 2021/2022 | Puntenverdeling van 2008/2009 - 2021/2022 |
| ----------------------------------------- | ----------------------------------------- | ----------------------------------------- | ----------------------------------------- | ----------------------------------------- | ----------------------------------------- | ----------------------------------------- | ----------------------------------------- | ----------------------------------------- | ----------------------------------------- | ----------------------------------------- | ----------------------------------------- | ----------------------------------------- | ----------------------------------------- | ----------------------------------------- | ----------------------------------------- | ----------------------------------------- | ----------------------------------------- | ----------------------------------------- | ----------------------------------------- | ----------------------------------------- | ----------------------------------------- | ----------------------------------------- | ----------------------------------------- | ----------------------------------------- | ----------------------------------------- | ----------------------------------------- | ----------------------------------------- | ----------------------------------------- | ----------------------------------------- | ----------------------------------------- | ----------------------------------------- | ----------------------------------------- | ----------------------------------------- | ----------------------------------------- | ----------------------------------------- | ----------------------------------------- | ----------------------------------------- | ----------------------------------------- | ----------------------------------------- | ----------------------------------------- |
| Plaats                                    | 1                                         | 2                                         | 3                                         | 4                                         | 5                                         | 6                                         | 7                                         | 8                                         | 9                                         | 10                                        | 11                                        | 12                                        | 13                                        | 14                                        | 15                                        | 16                                        | 17                                        | 18                                        | 19                                        | 20                                        | 21                                        | 22                                        | 23                                        | 24                                        | 25                                        | 26                                        | 27                                        | 28                                        | 29                                        | 30                                        | 31                                        | 32                                        | 33                                        | 34                                        | 35                                        | 36                                        | 37                                        | 38                                        | 39                                        | 40                                        |
| Punten                                    | 60                                        | 54                                        | 48                                        | 43                                        | 40                                        | 38                                        | 36                                        | 34                                        | 32                                        | 31                                        | 30                                        | 29                                        | 28                                        | 27                                        | 26                                        | 25                                        | 24                                        | 23                                        | 22                                        | 21                                        | 20                                        | 19                                        | 18                                        | 17                                        | 16                                        | 15                                        | 14                                        | 13                                        | 12                                        | 11                                        | 10                                        | 9                                         | 8                                         | 7                                         | 6                                         | 5                                         | 4                                         | 3                                         | 2                                         | 1                                         |

Sinds het seizoen 2014/2015 geldt er een aparte puntenverdeling voor de massastart. Tijdens de seizoenen 2008/2009 tot 2014/2015 kregen de 30 deelnemers aan de massastart punten volgens dezelfde verdeling als nummers, wat er voor zorgde dat de biatleet die laatst eindigde in een massastart 11 punten kreeg. Voor de disciplines individueel, sprint en achtervolging bleef de oude puntenverdeling van kracht.
| Puntenverdeling van 2014/2015 - 2021/2022 voor de massastart | Puntenverdeling van 2014/2015 - 2021/2022 voor de massastart | Puntenverdeling van 2014/2015 - 2021/2022 voor de massastart | Puntenverdeling van 2014/2015 - 2021/2022 voor de massastart | Puntenverdeling van 2014/2015 - 2021/2022 voor de massastart | Puntenverdeling van 2014/2015 - 2021/2022 voor de massastart | Puntenverdeling van 2014/2015 - 2021/2022 voor de massastart | Puntenverdeling van 2014/2015 - 2021/2022 voor de massastart | Puntenverdeling van 2014/2015 - 2021/2022 voor de massastart | Puntenverdeling van 2014/2015 - 2021/2022 voor de massastart | Puntenverdeling van 2014/2015 - 2021/2022 voor de massastart | Puntenverdeling van 2014/2015 - 2021/2022 voor de massastart | Puntenverdeling van 2014/2015 - 2021/2022 voor de massastart | Puntenverdeling van 2014/2015 - 2021/2022 voor de massastart | Puntenverdeling van 2014/2015 - 2021/2022 voor de massastart | Puntenverdeling van 2014/2015 - 2021/2022 voor de massastart | Puntenverdeling van 2014/2015 - 2021/2022 voor de massastart | Puntenverdeling van 2014/2015 - 2021/2022 voor de massastart | Puntenverdeling van 2014/2015 - 2021/2022 voor de massastart | Puntenverdeling van 2014/2015 - 2021/2022 voor de massastart | Puntenverdeling van 2014/2015 - 2021/2022 voor de massastart | Puntenverdeling van 2014/2015 - 2021/2022 voor de massastart | Puntenverdeling van 2014/2015 - 2021/2022 voor de massastart | Puntenverdeling van 2014/2015 - 2021/2022 voor de massastart | Puntenverdeling van 2014/2015 - 2021/2022 voor de massastart | Puntenverdeling van 2014/2015 - 2021/2022 voor de massastart | Puntenverdeling van 2014/2015 - 2021/2022 voor de massastart | Puntenverdeling van 2014/2015 - 2021/2022 voor de massastart | Puntenverdeling van 2014/2015 - 2021/2022 voor de massastart | Puntenverdeling van 2014/2015 - 2021/2022 voor de massastart | Puntenverdeling van 2014/2015 - 2021/2022 voor de massastart |
| ------------------------------------------------------------ | ------------------------------------------------------------ | ------------------------------------------------------------ | ------------------------------------------------------------ | ------------------------------------------------------------ | ------------------------------------------------------------ | ------------------------------------------------------------ | ------------------------------------------------------------ | ------------------------------------------------------------ | ------------------------------------------------------------ | ------------------------------------------------------------ | ------------------------------------------------------------ | ------------------------------------------------------------ | ------------------------------------------------------------ | ------------------------------------------------------------ | ------------------------------------------------------------ | ------------------------------------------------------------ | ------------------------------------------------------------ | ------------------------------------------------------------ | ------------------------------------------------------------ | ------------------------------------------------------------ | ------------------------------------------------------------ | ------------------------------------------------------------ | ------------------------------------------------------------ | ------------------------------------------------------------ | ------------------------------------------------------------ | ------------------------------------------------------------ | ------------------------------------------------------------ | ------------------------------------------------------------ | ------------------------------------------------------------ | ------------------------------------------------------------ |
| Plaats                                                       | 1                                                            | 2                                                            | 3                                                            | 4                                                            | 5                                                            | 6                                                            | 7                                                            | 8                                                            | 9                                                            | 10                                                           | 11                                                           | 12                                                           | 13                                                           | 14                                                           | 15                                                           | 16                                                           | 17                                                           | 18                                                           | 19                                                           | 20                                                           | 21                                                           | 22                                                           | 23                                                           | 24                                                           | 25                                                           | 26                                                           | 27                                                           | 28                                                           | 29                                                           | 30                                                           |
| Punten                                                       | 60                                                           | 54                                                           | 48                                                           | 43                                                           | 40                                                           | 38                                                           | 36                                                           | 34                                                           | 32                                                           | 31                                                           | 30                                                           | 29                                                           | 28                                                           | 27                                                           | 26                                                           | 25                                                           | 24                                                           | 23                                                           | 22                                                           | 21                                                           | 20                                                           | 18                                                           | 16                                                           | 14                                                           | 12                                                           | 10                                                           | 8                                                            | 6                                                            | 4                                                            | 2                                                            |

## Resultaten

### Mannen
| Seizoen   | Algemeen                 | Individueel                              | Sprint                   | Achtervolging            | Massastart                                  |
| --------- | ------------------------ | ---------------------------------------- | ------------------------ | ------------------------ | ------------------------------------------- |
| 2023/2024 | Johannes Thingnes Bø (5) | Johannes Thingnes Bø (3)                 | Tarjei Bø (2)            | Johannes Thingnes Bø (3) | Johannes Thingnes Bø (3)                    |
| 2022/2023 | Johannes Thingnes Bø (4) | Vetle Sjastad Christiansen               | Johannes Thingnes Bø (3) | Johannes Thingnes Bø (2) | Vetle Sjastad Christiansen                  |
| 2021/2022 | Quentin Fillon Maillet   | Tarjei Bø                                | Quentin Fillon Maillet   | Quentin Fillon Maillet   | Sivert Guttorm Bakken                       |
| 2020/2021 | Johannes Thingnes Bø (3) | Sturla Holm Lægreid                      | Johannes Thingnes Bø (2) | Sturla Holm Lægreid      | Tarjei Bø                                   |
| 2019/2020 | Johannes Thingnes Bø (2) | Martin Fourcade (5)                      | Martin Fourcade (8)      | Émilien Jacquelin        | Johannes Thingnes Bø (2)                    |
| 2018/2019 | Johannes Thingnes Bø     | Johannes Thingnes Bø (2)                 | Johannes Thingnes Bø     | Johannes Thingnes Bø     | Johannes Thingnes Bø                        |
| 2017/2018 | Martin Fourcade (7)      | Martin Fourcade (4) Johannes Thingnes Bø | Martin Fourcade (7)      | Martin Fourcade (8)      | Martin Fourcade (5)                         |
| 2016/2017 | Martin Fourcade (6)      | Martin Fourcade (3)                      | Martin Fourcade (6)      | Martin Fourcade (7)      | Martin Fourcade (4)                         |
| 2015/2016 | Martin Fourcade (5)      | Martin Fourcade (2)                      | Martin Fourcade (5)      | Martin Fourcade (6)      | Martin Fourcade (3)                         |
| 2014/2015 | Martin Fourcade (4)      | Serhiy Semenov                           | Martin Fourcade (4)      | Martin Fourcade (5)      | Anton Shipulin                              |
| 2013/2014 | Martin Fourcade (3)      | Emil Hegle Svendsen (2)                  | Martin Fourcade (3)      | Martin Fourcade (4)      | Martin Fourcade (2)                         |
| 2012/2013 | Martin Fourcade (2)      | Martin Fourcade                          | Martin Fourcade (2)      | Martin Fourcade (3)      | Martin Fourcade                             |
| 2011/2012 | Martin Fourcade          | Simon Fourcade                           | Martin Fourcade          | Martin Fourcade (2)      | Andreas Birnbacher                          |
| 2010/2011 | Tarjei Bø                | Emil Hegle Svendsen                      | Tarjei Bø                | Tarjei Bø                | Emil Hegle Svendsen                         |
| 2009/2010 | Emil Hegle Svendsen      | Christoph Sumann                         | Emil Hegle Svendsen      | Martin Fourcade          | Evgeny Ustyugov                             |
| 2008/2009 | Ole Einar Bjørndalen (6) | Michael Greis (3)                        | Ole Einar Bjørndalen (9) | Ole Einar Bjørndalen (5) | Dominik Landertinger                        |
| 2007/2008 | Ole Einar Bjørndalen (5) | Vincent Defrasne                         | Ole Einar Bjørndalen (8) | Ole Einar Bjørndalen (4) | Ole Einar Bjørndalen (5)                    |
| 2006/2007 | Michael Greis            | Raphaël Poirée (2)                       | Michael Greis            | Dmitri Iarochenko        | Ole Einar Bjørndalen (4)                    |
| 2005/2006 | Ole Einar Bjørndalen (4) | Michael Greis (2)                        | Tomasz Sikora            | Ole Einar Bjørndalen (3) | Ole Einar Bjørndalen (3)                    |
| 2004/2005 | Ole Einar Bjørndalen (3) | Ole Einar Bjørndalen Michael Greis       | Ole Einar Bjørndalen (7) | Sven Fischer (2)         | Raphaël Poirée (3) Ole Einar Bjørndalen (2) |
| 2003/2004 | Raphaël Poirée (4)       | Raphaël Poirée                           | Raphaël Poirée           | Raphaël Poirée (4)       | Raphaël Poirée (2)                          |
| 2002/2003 | Ole Einar Bjørndalen (2) | Halvard Hanevold (2)                     | Ole Einar Bjørndalen (6) | Ole Einar Bjørndalen (2) | Ole Einar Bjørndalen                        |
| 2001/2002 | Raphaël Poirée (3)       | Frank Luck (2)                           | Sven Fischer (4)         | Raphaël Poirée (3)       | Viktor Maigourov                            |
| 2000/2001 | Raphaël Poirée (2)       | Sergueï Rojkov                           | Ole Einar Bjørndalen (5) | Raphaël Poirée (2)       | Sven Fischer (2)                            |
| 1999/2000 | Raphaël Poirée           | Frank Luck                               | Ole Einar Bjørndalen (4) | Ole Einar Bjørndalen     | Raphaël Poirée                              |
| 1998/1999 | Sven Fischer (2)         | Pavel Rostovtsev                         | Sven Fischer (3)         | Raphaël Poirée           | Sven Fischer                                |
| 1997/1998 | Ole Einar Bjørndalen     | Halvard Hanevold                         | Ole Einar Bjørndalen (3) | Sven Fischer             | –                                           |
| 1996/1997 | Sven Fischer             | Ricco Groß                               | Ole Einar Bjørndalen (2) | Viktor Maigourov         | –                                           |
| 1995/1996 | Vladimir Dratchev        | Vladimir Dratchev                        | Vladimir Dratchev        | –                        | –                                           |
| 1994/1995 | Jon Åge Tyldum (2)       | Patrick Favre                            | Ole Einar Bjørndalen     | –                        | –                                           |
| 1993/1994 | Patrice Bailly-Salins    | Patrice Bailly-Salins                    | Sven Fischer (2)         | –                        | –                                           |
| 1992/1993 | Mikael Löfgren           | Mikael Löfgren                           | Sven Fischer             | –                        | –                                           |
| 1991/1992 | Jon Åge Tyldum           | Jon Age Tyldum                           | Sylfest Glimsdal         | –                        | –                                           |
| 1990/1991 | Sergei Tchepikov (2)     | Mark Krichner                            | Sergei Tchepikov         | –                        | –                                           |
| 1989/1990 | Sergei Tchepikov         | –                                        | –                        | –                        | –                                           |
| 1988/1989 | Eirik Kvalfoss           | –                                        | –                        | –                        | –                                           |
| 1987/1988 | Fritz Fischer            | –                                        | –                        | –                        | –                                           |
| 1986/1987 | Frank-Peter Roetsch (3)  | –                                        | –                        | –                        | –                                           |
| 1985/1986 | André Sehmisch           | –                                        | –                        | –                        | –                                           |
| 1984/1985 | Frank-Peter Roetsch (2)  | –                                        | –                        | –                        | –                                           |
| 1983/1984 | Frank-Peter Roetsch      | –                                        | –                        | –                        | –                                           |
| 1982/1983 | Peter Angerer            | –                                        | –                        | –                        | –                                           |
| 1981/1982 | Frank Ullrich (4)        | –                                        | –                        | –                        | –                                           |
| 1980/1981 | Frank Ullrich (3)        | –                                        | –                        | –                        | –                                           |
| 1979/1980 | Frank Ullrich (2)        | –                                        | –                        | –                        | –                                           |
| 1978/1979 | Klaus Siebert            | –                                        | –                        | –                        | –                                           |
| 1977/1978 | Frank Ullrich            | –                                        | –                        | –                        | –                                           |

| Seizoen   | Landenklassement | Estafette           |
| --------- | ---------------- | ------------------- |
| 2023/2024 | Noorwegen        | Noorwegen           |
| 2022/2023 | Noorwegen        | Noorwegen           |
| 2021/2022 | Noorwegen        | Noorwegen           |
| 2020/2021 | Noorwegen        | Noorwegen           |
| 2019/2020 | Noorwegen        | Noorwegen           |
| 2018/2019 | Noorwegen        | Noorwegen           |
| 2017/2018 | Noorwegen        | Noorwegen           |
| 2016/2017 | Duitsland        | Rusland             |
| 2015/2016 | Noorwegen        | Noorwegen           |
| 2014/2015 | Noorwegen        | Rusland             |
| 2013/2014 | Noorwegen        | Duitsland           |
| 2012/2013 | Rusland          | Rusland             |
| 2011/2012 | Rusland          | Frankrijk           |
| 2010/2011 | Noorwegen        | Noorwegen           |
| 2009/2010 | Noorwegen        | Noorwegen           |
| 2008/2009 | Noorwegen        | Oostenrijk          |
| 2007/2008 | Noorwegen        | Noorwegen           |
| 2006/2007 | Rusland          | Rusland             |
| 2005/2006 | Duitsland        | Rusland             |
| 2004/2005 | Noorwegen        | Noorwegen           |
| 2003/2004 | Noorwegen        | Noorwegen           |
| 2002/2003 | Noorwegen        | Wit-Rusland         |
| 2001/2002 | Duitsland        | Noorwegen           |
| 2000/2001 | Noorwegen        | Noorwegen           |
| 1999/2000 | Duitsland        | Noorwegen           |
| 1998/1999 | Duitsland        | Duitsland           |
| 1997/1998 | Noorwegen        | Noorwegen Duitsland |
| 1996/1997 | –                | Duitsland           |

### Vrouwen
| Seizoen   | Algemeen               | Individueel                     | Sprint                     | Achtervolging          | Massastart                 |
| --------- | ---------------------- | ------------------------------- | -------------------------- | ---------------------- | -------------------------- |
| 2023/2024 | Lisa Vittozzi          | Lisa Vittozzi (3)               | Ingrid Landmark Tandrevold | Lisa Vittozzi          | Lou Jeanmonnot             |
| 2022/2023 | Julia Simon            | Lisa Vittozzi (2)               | Denise Herrmann (2)        | Julia Simon            | Julia Simon                |
| 2021/2022 | Marte Olsbu Røiseland  | Markéta Davidová                | Marte Olsbu Røiseland      | Marte Olsbu Røiseland  | Justine Braisaz-Bouchet    |
| 2020/2021 | Tiril Eckhoff          | Dorothea Wierer (2) Lisa Hauser | Tiril Eckhoff              | Tiril Eckhoff (2)      | Ingrid Landmark Tandrevold |
| 2019/2020 | Dorothea Wierer (2)    | Hanna Öberg                     | Denise Herrmann            | Tiril Eckhoff          | Dorothea Wierer            |
| 2018/2019 | Dorothea Wierer        | Lisa Vittozzi                   | Anastasiya Kuzmina (2)     | Dorothea Wierer        | Hanna Öberg                |
| 2017/2018 | Kaisa Mäkäräinen (3)   | Nadezhda Skardino               | Anastasiya Kuzmina         | Anastasiya Kuzmina     | Kaisa Mäkäräinen           |
| 2016/2017 | Laura Dahlmeier        | Laura Dahlmeier                 | Gabriela Koukalová (2)     | Laura Dahlmeier        | Gabriela Koukalová (2)     |
| 2015/2016 | Gabriela Koukalová     | Dorothea Wierer                 | Gabriela Koukalová         | Gabriela Koukalová     | Gabriela Koukalová         |
| 2014/2015 | Darya Domracheva       | Kaisa Mäkäräinen                | Darya Domracheva           | Kaisa Mäkäräinen (3)   | Franziska Preuß            |
| 2013/2014 | Kaisa Mäkäräinen (2)   | Gabriela Koukalová              | Kaisa Mäkäräinen           | Kaisa Mäkäräinen (2)   | Darya Domracheva (3)       |
| 2012/2013 | Tora Berger            | Tora Berger                     | Tora Berger                | Tora Berger            | Tora Berger                |
| 2011/2012 | Magdalena Neuner (3)   | Helena Ekholm (2)               | Magdalena Neuner (3)       | Darya Domracheva       | Darya Domracheva (2)       |
| 2010/2011 | Kaisa Mäkäräinen       | Helena Ekholm                   | Magdalena Neuner (2)       | Kaisa Mäkäräinen       | Darya Domracheva           |
| 2009/2010 | Magdalena Neuner (2)   | Anna Carin Olofsson             | Simone Hauswald            | Magdalena Neuner       | Magdalena Neuner (2)       |
| 2008/2009 | Helena Jonsson         | Magdalena Neuner                | Helena Jonsson             | Kati Wilhelm (3)       | Helena Jonsson             |
| 2007/2008 | Magdalena Neuner       | Martina Glagow                  | Magdalena Neuner           | Sandrine Bailly (2)    | Magdalena Neuner           |
| 2006/2007 | Andrea Henkel          | Andrea Henkel                   | Anna Carin Olofsson        | Kati Wilhelm (2)       | Kati Wilhelm               |
| 2005/2006 | Kati Wilhelm           | Svetlana Ishmouratova           | Kati Wilhelm (2)           | Kati Wilhelm           | Martina Glagow             |
| 2004/2005 | Sandrine Bailly        | Olga Pyleva (2)                 | Kati Wilhelm               | Sandrine Bailly        | Olga Zaïtseva              |
| 2003/2004 | Liv Grete Poirée       | Olga Pyleva                     | Liv Grete Poirée           | Liv Grete Poirée       | Liv Grete Poirée           |
| 2002/2003 | Martina Glagow         | Linda Tjørhom                   | Sylvie Becaert             | Martina Glagow         | Albina Akhatova            |
| 2001/2002 | Magdalena Forsberg (6) | Magdalena Forsberg (4)          | Magdalena Forsberg (5)     | Magdalena Forsberg (6) | Magdalena Forsberg (2)     |
| 2000/2001 | Magdalena Forsberg (5) | Magdalena Forsberg (3)          | Magdalena Forsberg (4)     | Magdalena Forsberg (5) | Magdalena Forsberg         |
| 1999/2000 | Magdalena Forsberg (4) | Magdalena Forsberg (2)          | Magdalena Forsberg (3)     | Magdalena Forsberg (4) | Galina Koukleva            |
| 1998/1999 | Magdalena Forsberg (3) | Uschi Disl (2)                  | Magdalena Forsberg (2)     | Magdalena Forsberg (3) | Olena Zubrilova            |
| 1997/1998 | Magdalena Forsberg (2) | Magdalena Forsberg              | Magdalena Forsberg         | Magdalena Forsberg (2) | –                          |
| 1996/1997 | Magdalena Forsberg     | Uschi Disl                      | Uschi Disl                 | Magdalena Forsberg     | –                          |
| 1995/1996 | Emmanuelle Claret      | Andreja Koblar                  | Emmanuelle Claret          | –                      | –                          |
| 1994/1995 | Anne Briand            | Svetlana Paramygina             | Anne Briand                | –                      | –                          |
| 1993/1994 | Svetlana Paramygina    | Nathalie Santer                 | Svetlana Paramygina        | –                      | –                          |
| 1992/1993 | Anfisa Reztsova (2)    | Anfisa Reztsova (2)             | Anfisa Reztsova (2)        | –                      | –                          |
| 1991/1992 | Anfisa Reztsova        | Anfisa Reztsova                 | Anfisa Reztsova            | –                      | –                          |
| 1990/1991 | Svetlana Davidova      | –                               | –                          | –                      | –                          |
| 1989/1990 | Jiřina Adamičková      | –                               | –                          | –                      | –                          |
| 1988/1989 | Elena Golovina         | –                               | –                          | –                      | –                          |
| 1987/1988 | Anne Elvebakk          | –                               | –                          | –                      | –                          |
| 1986/1987 | Eva Korpela (2)        | –                               | –                          | –                      | –                          |
| 1985/1986 | Eva Korpela            | –                               | –                          | –                      | –                          |
| 1984/1985 | Sanna Grønlid          | –                               | –                          | –                      | –                          |
| 1983/1984 | Mette Mestad           | –                               | –                          | –                      | –                          |
| 1982/1983 | Gry Østvik             | –                               | –                          | –                      | –                          |

| Seizoen   | Landenklassement | Estafette |
| --------- | ---------------- | --------- |
| 2023/2024 | Frankrijk        | Noorwegen |
| 2022/2023 | Frankrijk        | Frankrijk |
| 2021/2022 | Noorwegen        | Zweden    |
| 2020/2021 | Noorwegen        | Zweden    |
| 2019/2020 | Noorwegen        | Noorwegen |
| 2018/2019 | Noorwegen        | Noorwegen |
| 2017/2018 | Duitsland        | Duitsland |
| 2016/2017 | Duitsland        | Duitsland |
| 2015/2016 | Duitsland        | Duitsland |
| 2014/2015 | Duitsland        | Tsjechië  |
| 2013/2014 | Noorwegen        | Duitsland |
| 2012/2013 | Rusland          | Frankrijk |
| 2011/2012 | Rusland          | Frankrijk |
| 2010/2011 | Duitsland        | Duitsland |
| 2009/2010 | Duitsland        | Rusland   |
| 2008/2009 | Duitsland        | Duitsland |
| 2007/2008 | Duitsland        | Duitsland |
| 2006/2007 | Duitsland        | Frankrijk |
| 2005/2006 | Duitsland        | Rusland   |
| 2004/2005 | Rusland          | Rusland   |
| 2003/2004 | Rusland          | Noorwegen |
| 2002/2003 | Rusland          | Rusland   |
| 2001/2002 | Duitsland        | Duitsland |
| 2000/2001 | Duitsland        | Noorwegen |
| 1999/2000 | Duitsland        | Rusland   |
| 1998/1999 | Duitsland        | Duitsland |
| 1997/1998 | Duitsland        | Rusland   |
| 1996/1997 | –                | Rusland   |

### Gemengd
| Seizoen   | Gemengde estafette |
| --------- | ------------------ |
| 2023/2024 | Noorwegen          |
| 2022/2023 | Frankrijk          |
| 2021/2022 | Noorwegen          |
| 2020/2021 | Noorwegen          |
| 2019/2020 | Noorwegen          |
| 2018/2019 | Noorwegen          |
| 2017/2018 | Italië             |
| 2016/2017 | Duitsland          |
| 2015/2016 | Noorwegen          |
| 2014/2015 | Noorwegen          |
| 2013/2014 | Noorwegen Tsjechië |
| 2012/2013 | Noorwegen          |
| 2011/2012 | Rusland            |
| 2010/2011 | Frankrijk          |

## Wereldbekerbalans

### Mannen
| #  | Biatleet               | Land                           | Algemeen | Indiv. | Sprint | Achter. | Mass. | Totaal |
| -- | ---------------------- | ------------------------------ | -------- | ------ | ------ | ------- | ----- | ------ |
| 1  | Martin Fourcade        | Frankrijk                      | 7        | 6      | 8      | 8       | 5     | 34     |
| 2  | Ole Einar Bjørndalen   | Noorwegen                      | 6        | 1      | 9      | 5       | 5     | 26     |
| 3  | Johannes Thingnes Bø   | Noorwegen                      | 5        | 3      | 3      | 3       | 3     | 18     |
| 4  | Raphaël Poirée         | Frankrijk                      | 4        | 2      | 1      | 4       | 3     | 14     |
| 5  | Frank Ullrich          | Duitse Democratische Republiek | 4        | –      | –      | –       | –     | 4      |
| 6  | Frank-Peter Roetsch    | Duitse Democratische Republiek | 3        | –      | –      | –       | –     | 3      |
| 7  | Sven Fischer           | Duitsland                      | 2        | 0      | 4      | 2       | 2     | 10     |
| 8  | Jon Åge Tyldum         | Noorwegen                      | 2        | –      | –      | –       | –     | 2      |
| 8  | Sergei Tchepikov       | Sovjet-Unie                    | 2        | –      | –      | –       | –     | 2      |
| 10 | Michael Greis          | Duitsland                      | 1        | 3      | 1      | 0       | 0     | 5      |
| 11 | Tarjei Bø              | Noorwegen                      | 1        | 1      | 2      | 1       | 1     | 6      |
| 12 | Emil Hegle Svendsen    | Noorwegen                      | 1        | 2      | 1      | 0       | 1     | 5      |
| 13 | Quentin Fillon Maillet | Frankrijk                      | 1        | 0      | 1      | 1       | 0     | 3      |
| 14 | Eirik Kvalfoss         | Noorwegen                      | 1        | –      | –      | –       | –     | 1      |
| 14 | Peter Angerer          | Bondsrepubliek Duitsland       | 1        | –      | –      | –       | –     | 1      |
| 14 | Patrice Bailly-Salins  | Frankrijk                      | 1        | –      | –      | –       | –     | 1      |
| 14 | Vladimir Dratchev      | Rusland                        | 1        | –      | –      | –       | –     | 1      |
| 14 | Fritz Fischer          | Duitsland                      | 1        | –      | –      | –       | –     | 1      |
| 14 | Mikael Löfgren         | Zweden                         | 1        | –      | –      | –       | –     | 1      |
| 14 | André Sehmisch         | Duitse Democratische Republiek | 1        | –      | –      | –       | –     | 1      |
| 14 | Klaus Siebert          | Duitse Democratische Republiek | 1        | –      | –      | –       | –     | 1      |

Bijgewerkt t/m seizoen 2023/2024

 Dikgedrukt, biatleet is nog actief. 
| #  | Land                           | Algemeen | Indiv. | Sprint | Achter. | Mass. | Estafette | Landen | Totaal |
| -- | ------------------------------ | -------- | ------ | ------ | ------- | ----- | --------- | ------ | ------ |
| 1  | Noorwegen                      | 16       | 12     | 17     | 10      | 12    | 15        | 20     | 102    |
| 2  | Frankrijk                      | 13       | 10     | 10     | 14      | 8     | 1         | –      | 56     |
| 3  | Duitse Democratische Republiek | 9        | –      | –      | –       | –     | –         | 1      | 10     |
| 4  | Duitsland                      | 3        | 7      | 5      | 2       | 3     | 5         | 7      | 32     |
| 5  | Bondsrepubliek Duitsland       | 2        | –      | –      | –       | –     | –         | –      | 2      |
| 6  | Sovjet-Unie                    | 2        | –      | 1      | –       | –     | –         | 1      | 4      |
| 7  | Rusland                        | 1        | 3      | 1      | 2       | 3     | 6         | 4      | 20     |
| 8  | Zweden                         | 1        | 1      | –      | –       | –     | –         | –      | 2      |
| 9  | Oostenrijk                     | –        | 1      | –      | –       | 1     | 1         | –      | 3      |
| 10 | Italië                         | –        | 1      | –      | –       | –     | –         | 2      | 3      |
| 11 | Oekraïne                       | –        | 1      | –      | –       | –     | –         | –      | 1      |
| 11 | Polen                          | –        | –      | 1      | –       | –     | –         | –      | 1      |
| 11 | Wit-Rusland                    | –        | –      | –      | –       | –     | 1         | –      | 1      |

Bijgewerkt t/m seizoen 2023/2024

### Vrouwen
| #  | Biatlete              | Land              | Algemeen | Indiv. | Sprint | Achter. | Mass. | Totaal |
| -- | --------------------- | ----------------- | -------- | ------ | ------ | ------- | ----- | ------ |
| 1  | Magdalena Forsberg    | Zweden            | 6        | 4      | 5      | 6       | 2     | 23     |
| 2  | Magdalena Neuner      | Duitsland         | 3        | 1      | 3      | 1       | 2     | 10     |
| 3  | Kaisa Mäkäräinen      | Finland           | 3        | 1      | 1      | 3       | 1     | 9      |
| 4  | Dorothea Wierer       | Italië            | 2        | 1      | –      | 1       | 1     | 5      |
| 5  | Anfisa Reztsova       | Rusland           | 2        | –      | –      | –       | –     | 2      |
| 5  | Eva Korpela           | Zweden            | 2        | –      | –      | –       | –     | 2      |
| 7  | Kati Wilhelm          | Duitsland         | 1        | –      | 2      | 3       | 1     | 7      |
| 7  | Gabriela Koukalová    | Tsjechië          | 1        | 1      | 2      | 1       | 2     | 7      |
| 9  | Darya Domracheva      | Wit-Rusland       | 1        | –      | 1      | 1       | 3     | 6      |
| 10 | Tora Berger           | Noorwegen         | 1        | 1      | 1      | 1       | 1     | 5      |
| 10 | Helena Jonsson-Ekholm | Zweden            | 1        | 2      | 1      | –       | 1     | 5      |
| 12 | Tiril Eckhoff         | Noorwegen         | 1        | –      | 1      | 2       | –     | 4      |
| 12 | Martina Glagow        | Duitsland         | 1        | 1      | –      | 1       | 1     | 4      |
| 12 | Liv Grete Poirée      | Noorwegen         | 1        | –      | 1      | 1       | 1     | 4      |
| 12 | Lisa Vittozzi         | Italië            | 1        | 3      | –      | 1       | –     | 4      |
| 16 | Sandrine Bailly       | Frankrijk         | 1        | –      | –      | 2       | –     | 3      |
| 16 | Laura Dahlmeier       | Duitsland         | 1        | 1      | –      | 1       | –     | 3      |
| 16 | Marte Olsbu Røiseland | Noorwegen         | 1        | –      | 1      | 1       | –     | 3      |
| 16 | Julia Simon           | Frankrijk         | 1        | –      | –      | 1       | 1     | 3      |
| 20 | Andrea Henkel         | Duitsland         | 1        | 1      | –      | –       | –     | 2      |
| 21 | Jiřina Adamičková     | Tsjecho-Slowakije | 1        | –      | –      | –       | –     | 1      |
| 21 | Anne Briand           | Frankrijk         | 1        | –      | –      | –       | –     | 1      |
| 21 | Emmanuelle Claret     | Frankrijk \|      | 1        | –      | –      | –       | –     | 1      |
| 21 | Svetlana Davidova     | Sovjet-Unie       | 1        | –      | –      | –       | –     | 1      |
| 21 | Anne Elvebakk         | Noorwegen         | 1        | –      | –      | –       | –     | 1      |
| 21 | Elena Golovina        | Sovjet-Unie       | 1        | –      | –      | –       | –     | 1      |
| 21 | Sanna Grønlid         | Noorwegen         | 1        | –      | –      | –       | –     | 1      |
| 21 | Mette Mestad          | Noorwegen         | 1        | –      | –      | –       | –     | 1      |
| 21 | Gry Østvik            | Noorwegen         | 1        | –      | –      | –       | –     | 1      |
| 21 | Svetlana Paramygina   | Wit-Rusland       | 1        | –      | –      | –       | –     | 1      |

Bijgewerkt t/m seizoen 2023/2024

 Dikgedrukt, biatlete is nog actief. 
| #  | Land              | Algemeen | Indiv. | Sprint | Achter. | Mass. | Estafette | Landen | Totaal |
| -- | ----------------- | -------- | ------ | ------ | ------- | ----- | --------- | ------ | ------ |
| 1  | Zweden            | 9        | 8      | 7      | 6       | 4     | 3         | –      | 35     |
| 2  | Noorwegen         | 8        | 2      | 5      | 5       | 3     | 6         | 7      | 32     |
| 3  | Duitsland         | 7        | 7      | 9      | 6       | 5     | 11        | 17     | 62     |
| 4  | Frankrijk         | 4        | –      | 3      | 3       | 3     | 3         | 5      | 19     |
| 5  | Italië            | 3        | 6      | –      | 2       | 1     | –         | –      | 12     |
| 6  | Finland           | 3        | 1      | 1      | 3       | 1     | –         | –      | 9      |
| 7  | Rusland           | 2        | 5      | 2      | –       | 3     | 8         | 4      | 24     |
| 8  | Wit-Rusland       | 2        | 1      | 2      | 1       | 3     | –         | –      | 9      |
| 9  | Sovjet-Unie       | 2        | 1      | –      | –       | –     | –         | –      | 3      |
| 10 | Tsjechië          | 1        | 2      | 2      | 1       | 2     | 1         | –      | 9      |
| 11 | Tsjecho-Slowakije | 1        | –      | –      | –       | –     | –         | –      | 1      |
| 12 | Slowakije         | –        | –      | 2      | 1       | –     | –         | –      | 3      |
| 13 | Slovenië          | –        | 1      | –      | –       | –     | –         | –      | 1      |
| 13 | Verenigde Staten  | –        | –      | –      | –       | 1     | –         | –      | 1      |
| 13 | Oostenrijk        | –        | 1      | –      | –       | –     | –         | –      | 1      |

Bijgewerkt t/m seizoen 2023/2024

### Totaal
| #  | Land                           | Algemeen | Indiv. | Sprint | Achter. | Mass. | Estafette | Estafette gemengd | Landen | Totaal |
| -- | ------------------------------ | -------- | ------ | ------ | ------- | ----- | --------- | ----------------- | ------ | ------ |
| 1  | Noorwegen                      | 24       | 14     | 21     | 15      | 15    | 23        | 9                 | 27     | 148    |
| 2  | Frankrijk                      | 17       | 10     | 13     | 17      | 11    | 4         | 2                 | 5      | 79     |
| 3  | Duitsland                      | 10       | 13     | 15     | 8       | 8     | 16        | 1                 | 24     | 95     |
| 4  | Zweden                         | 10       | 9      | 7      | 6       | 4     | 2         | –                 | –      | 38     |
| 5  | Duitse Democratische Republiek | 9        | –      | –      | –       | –     | –         | –                 | 1      | 10     |
| 6  | Sovjet-Unie                    | 4        | 1      | 1      | –       | –     | –         | –                 | 1      | 7      |
| 7  | Rusland                        | 3        | 8      | 3      | 2       | 6     | 14        | 1                 | 8      | 45     |
| 8  | Italië                         | 3        | 7      | –      | 2       | 1     | –         | 1                 | 2      | 16     |
| 9  | Finland                        | 3        | 1      | 1      | 3       | 1     | –         | –                 | –      | 9      |
| 10 | Wit-Rusland                    | 2        | 1      | 2      | 1       | 3     | 1         | –                 | –      | 10     |
| 10 | Bondsrepubliek Duitsland       | 2        | –      | –      | –       | –     | –         | –                 | –      | 2      |
| 11 | Tsjechië                       | 1        | 2      | 2      | 1       | 2     | 1         | 1                 | –      | 10     |
| 13 | Tsjecho-Slowakije              | 1        | –      | –      | –       | –     | –         | –                 | –      | 1      |
| 14 | Oostenrijk                     | –        | 2      | –      | –       | 1     | 1         | –                 | –      | 4      |
| 15 | Slowakije                      | –        | –      | 2      | 1       | –     | –         | –                 | –      | 3      |
| 16 | Oekraïne                       | –        | 1      | –      | –       | –     | –         | –                 | –      | 1      |
| 16 | Polen                          | –        | –      | 1      | –       | –     | –         | –                 | –      | 1      |
| 16 | Slovenië                       | –        | 1      | –      | –       | –     | –         | –                 | –      | 1      |
| 16 | Verenigde Staten               | –        | –      | –      | –       | 1     | –         | –                 | –      | 1      |

Bijgewerkt t/m seizoen 2022/2023

## Meeste individuele wereldbekerzeges
Onderstaande lijst bevat alle biatleten en biatletes met meer dan 7 individuele wereldbeker overwinningen. Biatleten waarvan de namen zijn dikgedrukt zijn nog actief. Tot 2023 maakten de wereldkampioenschappen onderdeel uit van de wereldbeker.  De Olympische Winterspelen werden tot 2010 opgenomen in de wereldbeker. Maar omdat deze ook wedstrijden zijn op het hoogste niveau worden ze ook meegenomen in deze statistiek.
- Geüpdatet: 11 december 2021

| #  | Naam                   | Overwinningen |
| -- | ---------------------- | ------------- |
| 1  | Ole Einar Bjørndalen   | 95            |
| 2  | Johannes Thingnes Bø   | 85            |
| 3  | Martin Fourcade        | 83            |
| 4  | Raphaël Poirée         | 44            |
| 5  | Emil Hegle Svendsen    | 38            |
| 6  | Sven Fischer           | 33            |
| 7  | Frank Ullrich          | 17            |
| 8  | Quentin Fillon Maillet | 16            |
| 9  | / Vladimir Dratchev    | 15            |
| 9  | Frode Andresen         | 15            |
| 9  | / Frank-Peter Roetsch  | 15            |
| 12 | Eirik Kvalfoss         | 12            |
| 13 | Tarjei Bø              | 13            |
| 13 | Sturla Holm Lægreid    | 13            |
| 15 | Simon Schempp          | 12            |
| 15 | / Frank Luck           | 12            |
| 17 | Anton Shipulin         | 11            |
| 17 | Michael Greis          | 11            |
| 17 | Arnd Peiffer           | 11            |
| 17 | Peter Angerer          | 11            |
| 17 | / Mark Kirchner        | 11            |
| 22 | Halvard Hanevold       | 9             |
| 22 | Ricco Groß             | 9             |
| 24 | Klaus Siebert          | 8             |
| 24 | Viktor Maigourov       | 8             |
| 24 | / Jakov Fak            | 8             |
| 27 | / Fritz Fischer        | 7             |
| 27 | Patrice Bailly-Salins  | 7             |
| 27 | Pavel Rostovtsev       | 7             |
| 27 | Ivan Tcherezov         | 7             |
| 27 | Lars Berger            | 7             |
| 27 | Björn Ferry            | 7             |
| 27 | / Sergei Tchepikov     | 7             |
| 27 | / Joeri Kasjkarov      | 7             |
| 27 | Aleksandr Tichonov     | 7             |

| #  | Naam                        | Overwinningen |
| -- | --------------------------- | ------------- |
| 1  | Magdalena Forsberg          | 42            |
| 2  | Magdalena Neuner            | 34            |
| 2  | Darya Domracheva            | 34            |
| 4  | Uschi Disl                  | 30            |
| 5  | Tiril Eckhoff               | 29            |
| 6  | Tora Berger                 | 28            |
| 7  | Kaisa Mäkäräinen            | 27            |
| 8  | Liv Grete Skjelbreid Poirée | 22            |
| 8  | Andrea Henkel               | 22            |
| 8  | Laura Dahlmeier             | 22            |
| 11 | / Olena Zubrilova           | 21            |
| 11 | Kati Wilhelm                | 21            |
| 13 | Sandrine Bailly             | 20            |
| 14 | Marte Olsbu Røiseland       | 19            |
| 15 | Anastasiya Kuzmina          | 18            |
| 16 | Gabriela Koukalová1         | 17            |
| 17 | Dorothea Wierer             | 16            |
| 18 | Martina Beck                | 15            |
| 19 | Helena Ekholm               | 13            |
| 19 | Olga Zaitseva               | 13            |
| 19 | Denise Herrmann             | 13            |
| 22 | Anna Carin Olofsson-Zidek   | 12            |
| 22 | Julia Simon                 | 12            |
| 24 | / Anfisa Reztsova           | 11            |
| 24 | Petra Behle                 | 11            |
| 24 | Hanna Öberg                 | 11            |
| 24 | Justine Braisaz-Bouchet     | 11            |
| 28 | Olga Medvedtseva            | 10            |
| 29 | / Svetlana Paramygina       | 9             |
| 29 | Galina Koukleva             | 9             |
| 31 | Corinne Niogret             | 8             |
| 31 | Linda Grubben               | 8             |
| 31 | Anne Elvebakk               | 8             |
| 31 | Elena Golovina              | 8             |
| 31 | Elvira Öberg                | 8             |
| 31 | Lisa Vittozzi               | 8             |
| 37 | Simone Hauswald             | 7             |
| 37 | Marie Dorin Habert          | 7             |

Noot:1 In 2016 trouwde Gabriela Soukalová met badmintonspeler Petr Koukal en veranderde ze haar achternaam in Koukalová.

## Meeste individuele starts
Onderstaand een lijst van de top 10 mannelijke en vrouwelijke biatleten met de meeste individuele starts in de wereldbeker, wereldkampioenschappen en olympische wedstrijden. Biatleten waarvan de namen zijn dikgedrukt zijn nog actief.
Bijgewerkt t/m seizoen 2022/2023
| #  | Naam                 | Starts | Seizoenen |
| -- | -------------------- | ------ | --------- |
| 1  | Ole Einar Bjørndalen | 478    | 26        |
| 2  | Simon Eder           | 397    | 20        |
| 3  | Halvard Hanevold     | 348    | 19        |
| 4  | Tomasz Sikora        | 345    | 20        |
| 5  | Michal Šlesingr      | 329    | 19        |
| 6  | Ricco Groß           | 322    | 17        |
| 6  | Daniel Mesotitsch    | 322    | 19        |
| 6  | Lukas Hofer          | 322    | 15        |
| 9  | Frode Andresen       | 318    | 20        |
| 10 | Ilmārs Bricis        | 311    | 23        |

| #  | Naam              | Starts | Seizoenen |
| -- | ----------------- | ------ | --------- |
| 1  | Magdalena Gwizdoń | 422    | 26        |
| 2  | Andrea Henkel     | 377    | 17        |
| 3  | Kaisa Mäkäräinen  | 358    | 16        |
| 4  | Éva Tófalvi       | 340    | 22        |
| 5  | Michela Ponza     | 318    | 17        |
| 6  | Teja Gregorin     | 316    | 13        |
| 7  | Uschi Disl        | 303    | 17        |
| 8  | Dorothea Wierer   | 298    | 16        |
| 9  | / Nathalie Santer | 292    | 19        |
| 10 | Anaïs Bescond     | 289    | 16        |

## Wereldbeker tijdlijn
| 1977/1978          | 5      | 5      | –      | –      | 5      | –      | 15     | –       | –       | –       | –       | –       | –       | –       | –       | –       | –       | 15     | 5                   |
| 1978/1979          | 5      | 5      | –      | –      | 5      | –      | 15     | –       | –       | –       | –       | –       | –       | –       | –       | –       | –       | 15     | 5                   |
| 1979/1980          | 5      | 5      | –      | –      | 5      | –      | 15     | –       | –       | –       | –       | –       | –       | –       | –       | –       | –       | 15     | 5                   |
| 1980/1981          | 5      | 5      | –      | –      | 5      | –      | 15     | –       | –       | –       | –       | –       | –       | –       | –       | –       | –       | 15     | 5                   |
| 1981/1982          | 5      | 5      | –      | –      | 4      | –      | 14     | –       | –       | –       | –       | –       | –       | –       | –       | –       | –       | 14     | 5                   |
| 1982/1983          | 5      | 5      | –      | –      | 4      | –      | 14     | 1       | 1       | –       | –       | 1       | –       | 3       | –       | –       | –       | 17     | 5                   |
| 1983/1984          | 6      | 6      | –      | –      | 6      | –      | 18     | 4       | 4       | –       | –       | 1       | –       | 9       | –       | –       | –       | 27     | 5                   |
| 1984/1985          | 6      | 6      | –      | –      | 4      | –      | 16     | 4       | 4       | –       | –       | 2       | –       | 10      | –       | –       | –       | 26     | 5                   |
| 1985/1986          | 6      | 6      | –      | –      | 6      | –      | 18     | ?       | ?       | –       | –       | ?       | –       | ?       | –       | –       | –       | ?      | 5                   |
| 1986/1987          | 7      | 7      | –      | –      | 7      | –      | 21     | ?       | ?       | –       | –       | ?       | –       | ?       | –       | –       | –       | ?      | 6                   |
| 1987/1988          | 6      | 6      | –      | –      | 5      | –      | 17     | 6       | 6       | –       | –       | 5       | –       | 17      | –       | –       | –       | 34     | 5                   |
| 1988/1989          | 6      | 6      | –      | –      | 3      | 3      | 18     | 6       | 6       | –       | –       | 3       | 3       | 18      | –       | –       | –       | 36     | 6                   |
| 1989/1990          | 6      | 6      | –      | –      | 4      | 2      | 18     | 6       | 6       | –       | –       | 4       | 2       | 18      | –       | –       | –       | 36     | 7                   |
| 1990/1991          | 6      | 6      | –      | –      | 4      | 2      | 18     | 6       | 6       | –       | –       | 4       | 2       | 18      | –       | –       | –       | 36     | 6                   |
| 1991/1992          | 7      | 7      | –      | –      | 3      | 2      | 19     | 7       | 7       | –       | –       | 4       | 1       | 19      | –       | –       | –       | 38     | 6                   |
| 1992/1993          | 7      | 7      | –      | –      | 7      | 1      | 22     | 7       | 7       | –       | –       | 7       | 1       | 22      | –       | –       | –       | 44     | 6                   |
| 1993/1994          | 7      | 7      | –      | –      | 7      | 1      | 22     | 7       | 7       | –       | –       | 7       | 1       | 22      | –       | –       | –       | 44     | 6                   |
| 1994/1995          | 7      | 7      | –      | –      | 6      | 2      | 22     | 7       | 7       | –       | –       | 6       | 2       | 22      | –       | –       | –       | 44     | 7                   |
| 1995/1996          | 7      | 7      | –      | –      | 6      | 2      | 22     | 7       | 7       | –       | –       | 6       | 2       | 22      | –       | –       | –       | 44     | 7                   |
| 1996/1997          | 7      | 8      | 3      | 1      | 5      | 2      | 26     | 7       | 8       | 3       | 1       | 5       | 2       | 26      | –       | –       | –       | 52     | 9                   |
| 1997/1998          | 5      | 10     | 3      | –      | 5      | 1      | 24     | 5       | 10      | 3       | –       | 5       | 1       | 24      | –       | –       | –       | 48     | 8                   |
| 1998/1999          | 3      | 9      | 9      | 2      | 6      | –      | 29     | 3       | 9       | 9       | 2       | 6       | –       | 29      | –       | –       | –       | 58     | 9                   |
| 1999/2000          | 4      | 8      | 9      | 4      | 6      | –      | 31     | 4       | 8       | 9       | 4       | 6       | –       | 31      | –       | –       | –       | 62     | 9                   |
| 2000/2001          | 4      | 10     | 7      | 4      | 5      | –      | 30     | 4       | 10      | 7       | 4       | 5       | –       | 30      | –       | –       | –       | 60     | 10                  |
| 2001/2002          | 4      | 8      | 9      | 3      | 6      | –      | 30     | 4       | 8       | 9       | 3       | 6       | –       | 30      | –       | –       | –       | 60     | 9                   |
| 2002/2003          | 3      | 9      | 7      | 4      | 8      | –      | 31     | 3       | 9       | 7       | 4       | 8       | –       | 31      | –       | –       | –       | 62     | 10                  |
| 2003/2004          | 3      | 10     | 9      | 4      | 4      | –      | 30     | 3       | 10      | 9       | 4       | 4       | –       | 30      | –       | –       | –       | 60     | 10                  |
| 2004/2005          | 4      | 10     | 9      | 4      | 5      | –      | 32     | 4       | 10      | 9       | 4       | 5       | –       | 32      | –       | –       | –       | 64     | 10                  |
| 2005/2006          | 3      | 10     | 8      | 5      | 5      | –      | 31     | 3       | 10      | 8       | 5       | 5       | –       | 31      | –       | –       | –       | 62     | 10                  |
| 2006/2007          | 4      | 10     | 8      | 5      | 5      | –      | 33     | 4       | 10      | 8       | 5       | 5       | –       | 33      | –       | –       | –       | 66     | 10                  |
| 2007/2008          | 3      | 10     | 8      | 5      | 5      | –      | 32     | 3       | 10      | 8       | 5       | 5       | –       | 32      | 2       | –       | 2       | 66     | 10                  |
| 2008/2009          | 4      | 10     | 7      | 5      | 6      | –      | 32     | 4       | 10      | 7       | 5       | 6       | –       | 32      | 1       | –       | 1       | 65     | 9                   |
| 2009/2010          | 4      | 10     | 6      | 5      | 5      | –      | 30     | 4       | 10      | 6       | 5       | 5       | –       | 30      | 2       | –       | 2       | 62     | 10                  |
| 2010/2011          | 4      | 10     | 7      | 5      | 4      | –      | 30     | 4       | 10      | 7       | 5       | 4       | –       | 30      | 3       | –       | 3       | 63     | 10                  |
| 2011/2012          | 3      | 10     | 8      | 5      | 4      | –      | 30     | 3       | 10      | 8       | 5       | 4       | –       | 30      | 3       | –       | 3       | 63     | 10                  |
| 2012/2013          | 3      | 10     | 8      | 5      | 6      | –      | 32     | 3       | 10      | 8       | 5       | 6       | –       | 32      | 2       | –       | 2       | 66     | 10                  |
| 2013/2014          | 2      | 9      | 8      | 3      | 4      | –      | 26*    | 2       | 9       | 8       | 3       | 4       | –       | 26*     | 2       | –       | 2*      | 54*    | 9                   |
| 2014/2015          | 3      | 10     | 7      | 5      | 6      | –      | 31     | 3       | 10      | 7       | 5       | 6       | –       | 31      | 3       | 1       | 4       | 66     | 9                   |
| 2015/2016          | 3      | 9      | 8      | 5      | 5      | –      | 30     | 3       | 9       | 8       | 5       | 5       | –       | 30      | 3       | 2       | 5       | 65     | 9                   |
| 2016/2017          | 3      | 9      | 9      | 5      | 5      | –      | 31     | 3       | 9       | 9       | 6       | 6       | –       | 31      | 3       | 2       | 5       | 67     | 10                  |
| 2017/2018          | 2      | 8      | 7      | 5      | 4      | –      | 26*    | 2       | 8       | 7       | 5       | 4       | –       | 26*     | 2       | 2       | 4*      | 56*    | 9                   |
| 2018/2019          | 3      | 9      | 8      | 6      | 5      | –      | 31     | 3       | 9       | 8       | 6       | 5       | –       | 31      | 3       | 3       | 6       | 68     | 10                  |
| 2019/2020          | 3      | 9      | 6      | 6      | 6      | –      | 30     | 3       | 9       | 6       | 6       | 6       | –       | 30      | 4       | 4       | 8       | 68     | 10                  |
| 2020/2021          | 3      | 10     | 8      | 5      | 6      | –      | 32     | 3       | 10      | 8       | 5       | 6       | –       | 32      | 3       | 3       | 6       | 70     | 11                  |
| 2021/2022          | 2      | 9      | 7      | 4      | 5      | –      | 27*    | 2       | 9       | 7       | 4       | 5       | –       | 27*     | 2       | 2       | 4*      | 58*    | 10                  |
| 2022/2023          | 3      | 7      | 7      | 4      | 5      | –      | 26**   | 3       | 7       | 6       | 4       | 5       | –       | 25**    | 2       | 2       | 4**     | 55**   | 9                   |
| 2023/2024          | 3      | 7      | 7      | 4      | 5      | –      | 26     | 3       | 7       | 7       | 4       | 5       | –       | 26      | 3       | 3       | 6       | 58     | 9                   |
| Totaal wedstrijden | 209    | 372    | 207    | 118    | 242    | 18     | 1.168  | 163     | 326     | 206     | 119     | 197     | 17      | 1028    | 47      | 28      | 75      | 2.263  | 375                 |
| Seizoen            | IN     | SP     | AH     | MS     | ES     | PP     | Totaal | IN      | SP      | AH      | MS      | ES      | PP      | Totaal  | ES      | SR      | Totaal  | Totaal | Aantal wereldbekers |
| Seizoen            | Mannen | Mannen | Mannen | Mannen | Mannen | Mannen | Mannen | Vrouwen | Vrouwen | Vrouwen | Vrouwen | Vrouwen | Vrouwen | Vrouwen | Gemengd | Gemengd | Gemengd | Totaal | Aantal wereldbekers |

* De Olympische Spelen telt in 2014, 2018 en 2022 niet mee voor de wereldbeker. De wereldkampioenschappen en de overige Olympische Spelen tellen wel mee voor de wereldbeker.
**  Vanaf het seizoen 2022/2023 tellen de wereldkampioenschappen niet meer mee voor de wereldbeker.
Bijgewerkt t/m seizoen 2023/2024

## Rookie van het jaar
De titel Rookie of the Year („Nieuweling van het jaar“) wordt door de IBU aan het eind van ieder seizoen uitgereikt. Deze onderscheiding wordt aan de beste biatleet en biatlete vergeven, die hun eerste wereldbekerseizoen hebben afgerond.
| Seizoen   | Mannen               | Vrouwen              |
| --------- | -------------------- | -------------------- |
| 2019/2020 | Nikita Porshnev      | Elvira Öberg         |
| 2018/2019 | Johannes Dale        | Jevgenija Pavlova    |
| 2017/2018 | Émilien Jacquelin    | Svetlana Mironova    |
| 2016/2017 | Sebastian Samuelsson | Hanna Öberg          |
| 2015/2016 | Anton Babikov        | Tatjana Akimova      |
| 2014/2015 | Artem Tyshchenko     | Enora Latuillière    |
| 2013/2014 | Johannes Thingnes Bø | Franziska Preuß      |
| 2012/2013 |                      | Franziska Hildebrand |

## Jongerenklassement
Sinds het seizoen 2021/2022 komen biatleten jonger dan 25 jaar in aanmerking voor een jongerenklassement. Tijdens het seizoen draagt de aanvoerder van dit klassement een blauw hesje tijdens de wedstrijden.
| Seizoen   | Mannen                  | Vrouwen            |
| --------- | ----------------------- | ------------------ |
| 2023/2024 | Tommaso Giacomel        | Elvira Öberg (3)   |
| 2022/2023 | Niklas Hartweg          | Elvira Öberg (2)   |
| 2021/2022 | Sturla Holm Lægreid (2) | Elvira Öberg       |
| 2020/2021 | Sturla Holm Lægreid     | Dzinara Alimbekava |

## Prijzengeld
| Seizoen   | WK            | Wereldbeker | Wereldbeker  | EK        | IBU Cup   | Zomer WK | Totaal      |
| Seizoen   | WK            | Wedstrijden | Klassementen | EK        | IBU Cup   | Zomer WK | Totaal      |
| --------- | ------------- | ----------- | ------------ | --------- | --------- | -------- | ----------- |
| 2010/2011 | € 2.366.300   | € 2.366.300 | € 614.000    | € 367.500 | € 367.500 |          | € 3.347.800 |
| 2011/2012 |               |             |              |           |           |          |             |
| 2012/2013 | € 2.955.400   | € 2.955.400 | € 672.000    | € 382.500 | € 382.500 |          | € 4.009.900 |
| 2013/2014 | Niet gehouden |             |              |           |           |          |             |
| 2014/2015 |               |             |              |           |           |          |             |
| 2015/2016 | € 3.413.500   | € 3.413.500 | € 833.000    | € 424.600 | € 424.600 | € 51.800 | € 4.722.900 |
| 2016/2017 | € 3.612.000   | € 3.612.000 | € 836.000    | € 480.500 | € 480.500 | € 51.800 | € 4.980.300 |
| 2017/2018 | Niet gehouden | € 3.003.000 | € 820.000    | € 458.000 | € 458.000 | € 51.800 | € 4.332.800 |
| 2018/2019 | € 1.172.000   | € 3.982.000 | € 1.094.200  | € 124.500 | € 439.100 | € 51.800 | € 6.863.600 |
| 2019/2020 | € 1.262.000   | € 4.280.000 | € 1.086.800  | € 124.500 | € 415.400 | € 55.200 | € 7.223.900 |
| 2020/2021 | € 1.262.000   | € 4.472.000 | € 1.104.200  | € 127.500 | € 331.400 | € 91.500 | € 7.388.600 |